# MultiAir

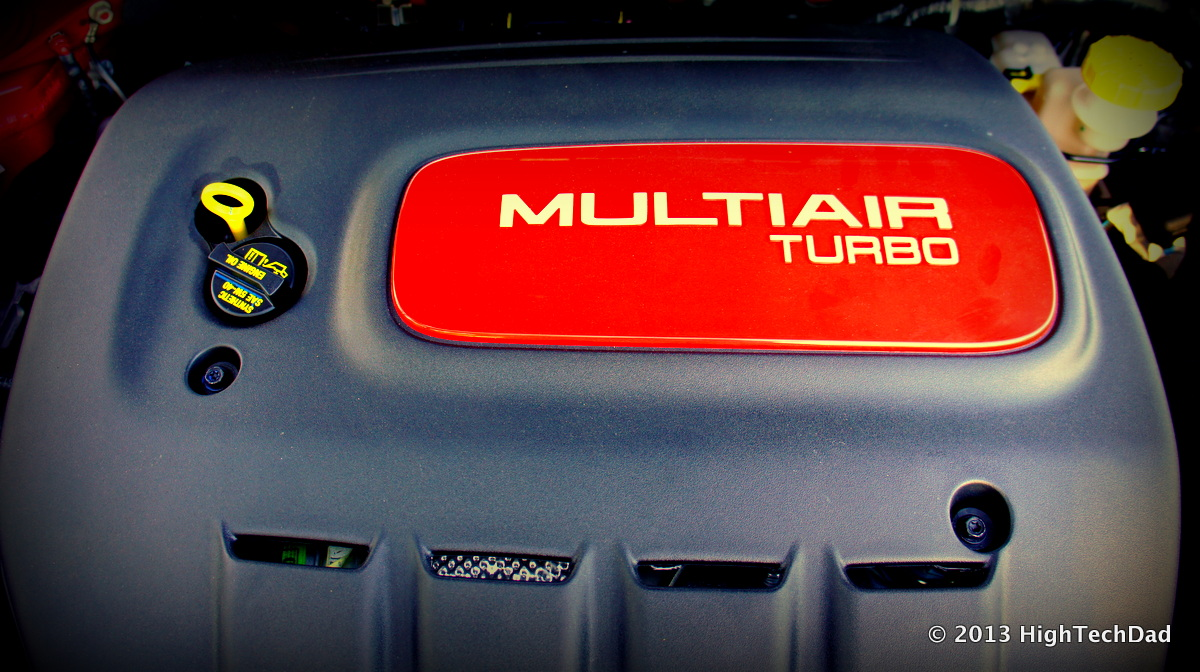
Emblema "Multiair Turbo" en el motor de un Dodge Dart Rallye de 2013

MultiAir es un sistema electro-hidráulico para el control dinámico de las válvulas de admisión del motor desarrollado por Magneti Marelli propiedad de FIAT y es montado en algunos automóviles de Fiat Group Automobiles. Gestiona electrónicamente y de forma directa el aire que entra en los cilindros. El sistema MultiAir permite controlar la mezcla de carburante que se produce antes de la combustión, lo que redunda en una reducción del consumo, de las emisiones nocivas y una mejora de las prestaciones del motor. En un primer momento se aplicaría en motores de gasolina, pero en un futuro esta tecnología se desarrollaría también para motores Diésel. En 2009 se comercializó el primer motor con esta tecnología en la variante del motor FIRE 1.4 de gasolina del Alfa Romeo MiTo. En julio de 2013 se presentaba para el mercado brasileño el Fiat 500 MultiAir Flex-Fuel, el primer automóvil con sistema MultiAir y tecnología FlexFuel que permite utilizar simultáneamente como combustible para automóviles a gasolina, etanol o la mezcla de ambos combustibles en cualquier proporción.

## Concepto
La clave del sistema MultiAir es una nueva culata. Dentro de ella se encuentra un solo árbol de levas que actúa directamente sobre las válvulas de escape e indirectamente por medio de unos actuadores electrohidráulicos sobre las de admisión. Todo el sistema está gobernado por una unidad de control de motor (ECU), cuya función es cambiar el diagrama de admisión en función a los parámetros óptimos para la mezcla. Esto permite una gran versatilidad, ya que, a diferencia de los motores anteriores, con el sistema MultiAir se puede regular la apertura y cierre de la válvula de admisión, así como su alzada, respecto a los parámetros dados por el perfil de la leva, permitiendo reducir la duración de la apertura y disminuir la alzada cuando no es necesario un gran llenado de los cilindros o motor con baja carga, manteniendo casi siempre una mezcla estoquiométrica de aire/combustible. Esto permite al motor ahorrar energía por la disminución de los esfuerzos mecánicos para abrir las válvulas. Adicionalmente permite prescindir de la mariposa de admisión, lo que beneficia la libre circulación del aire por el conducto de admisión, sin la problemática resistencia que provoca esta.

## Historia
El sistema es una solución similar a la ya aplicada por Alfa Romeo Fiat Group en sus motores Diésel de finales de los años 1990. El parámetro clave para la mejora del rendimiento y reducción de consumo y contaminación en un motor Diésel es la cantidad de Diésel que entra en la cámara de combustión. Para controlar este parámetro se aplicó y desarrolló la tecnología de common-rail para motores Diésel que tanto éxito ha tenido. Ahora lleva esa misma aproximación a los motores de gasolina, donde el parámetro clave para mejorar rendimientos y reducir consumos es la cantidad de aire que entra en el cilindro.
Como ya lo hiciera anteriormente con la inyección directa turbodiésel o el sistema common-rail, el MultiAir ha sido desarrollado por Centro Ricerche Fiat. Es fabricado por Fiat Powertrain Technologies, mientras que Magneti Marelli proporciona la centralita de gestión.

## Beneficios
Los beneficios de controlar la mezcla son claros. En versiones sobrealimentadas, el ahorro de combustible y reducción de contaminación puede ser del 25% respecto a un motor atmosférico del mismo rendimiento.
De forma concreta los beneficios son:
- Se mejora en un 10% la potencia máxima del motor.

- Se mejora en un 15% el par motor a bajas revoluciones.

- Se mejora la respuesta dinámica del motor en todo su espectro de uso.

- Se reduce en un 10% el consumo del motor.

- Se reduce en un 10% el CO2 emitido.

- Los hidrocarburos no quemados se rebajan en un 40 por ciento.

- Los óxidos de nitrógeno en un 60 por ciento.

## Automóviles

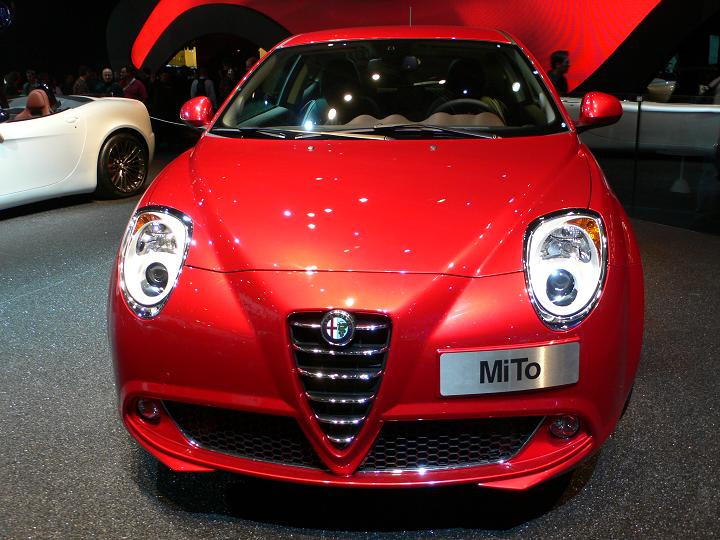
Alfa Romeo MiTo Multiair

Actualmente el sistema MultiAir está disponible en las mecánicas a gasolina de los siguientes modelos:
- Abarth Punto Evo, 1.4 FIRE MultiAir Turbo de 165 a 180 CV (163 a 178 HP) (121 a 132 kW).
- Alfa Romeo MiTo, 1.4 FIRE MultiAir de 105 CV (104 HP; 77 kW) y 1.4 FIRE MultiAir Turbo de 135 a 170 CV (133 a 168 HP) (99 a 125 kW).
- Alfa Romeo Giulietta, 1.4 FIRE MultiAir Turbo de 170 CV (168 HP; 125 kW).
- Lancia Delta, 1.4 FIRE Multiair Turbo de 140 CV (138 HP; 103 kW).
- Fiat 500, 0.9 TwinAir Turbo de 85 CV (84 HP; 63 kW), 1.4 MultiAir de 102 CV (101 HP; 75 kW).
- Fiat 500X, 1.4 MultiAir de 173 CV (171 HP; 127 kW).
- Fiat Bravo, 1.4 Motor FIRE MultiAir Turbo de 140 CV (138 HP; 103 kW).
- Fiat Punto EVO, 1.4 FIRE MultiAir de 105 CV (104 HP; 77 kW) y 1.4 FIRE MultiAir Turbo de 135 CV (133 HP; 99 kW).
- Lancia Ypsilon, 0.9 TwinAir Turbo de 85 CV (84 HP; 63 kW).
- Fiat Panda, 0.9 TwinAir de 65 CV (64 HP; 48 kW) y 0.9 TwinAir Turbo de 85 CV (84 HP; 63 kW).
- Dodge Dart, 1.4 FIRE MultiAir Turbo de 160 CV (158 HP; 118 kW) y 2.4 Tigershark de 184 CV (181 HP; 135 kW).
- Fiat 500L, 0.9 TwinAir con turbocompresor de 105 CV (104 HP; 77 kW).
- Fiat 124 Spider (2016), Motor MultiAir 1.4 Litros turbo, 160 CV (158 HP; 118 kW).
- Jeep Renegade, 1.4 FIRE MultiAir Turbo de 160 CV (158 HP; 118 kW).
- Dodge Neon SE, 1.4 FIRE MultiAir 16V de 96 CV (95 HP; 71 kW).

## Premios
- En junio de 2010, el motor FIRE 1.4 Turbo con tecnología MultiAir fue premiado con el galardón "Best New Engine Of The Year" 2010.[5][6]

- En diciembre de 2010, la tecnología MultiAir fue premiada con el "Best of What’s New" por Popular Science, al conseguir reducir el consumo y las emisiones de CO2 de los motores de combustión interna, con un concepto sencillo y económico, a diferencia de otros anteriores como el Valvetronic de BMW.[7][8]

- En mayo de 2011, el motor TwinAir con tecnología MultiAir ganó en cuatro de las categorías de los premios Engine of the Year. Los galardones que obtuvo fueron mejor motor nuevo, motor verde del año, mejor motor de menos de un litro y motor internacional del año.[9]